# NHL 1972/73
Die NHL-Saison 1972/73 war die 56. Spielzeit in der National Hockey League. 16 Teams spielten jeweils 78 Spiele. Den Stanley Cup gewannen die Montréal Canadiens nach einem 4:2-Erfolg in der Finalserie gegen die Chicago Black Hawks. Hatten die Chicago Black Hawks in den beiden vergangenen Jahren immer um die 20 Punkte Vorsprung, schmolz er in diesem Jahr auf acht Punkte zusammen. Philadelphia und Minnesota hatten den Anschluss geschafft.
Vor über 30 Jahren spielten das letzte Mal zwei Teams aus derselben Stadt in der NHL, und wie damals war es wieder New York, die nun mit den New York Islanders ein zweites Team hatte. Auch der Südosten sollte nun an der NHL teilhaben. Im Bundesstaat Georgia traten die Atlanta Flames an. Erst nur belächelt, startete in dieser Saison die World Hockey Association (WHA) als zweite professionelle Eishockeyliga in ihre erste Saison. 6 der 12 Teams spielten in NHL-Städten. Nachdem sich einige NHL-Stars wie Bobby Hull, Gerry Cheevers, Bernie Parent und Derek Sanderson der neuen Liga anschlossen, verstummte das Lachen. Vor der Saison war es zu einer denkwürdigen acht Spiele dauernden Serie zwischen Kanada und der UdSSR gekommen. Obwohl Bobby Orr verletzungsbedingt fehlte und man die Spieler, die in die WHA gewechselt waren, ausgeschlossen hatte, entschied Kanada die Serie für sich.

## Reguläre Saison

### Abschlusstabellen
Abkürzungen: W = Siege, L = Niederlagen, T = Unentschieden, GF= Erzielte Tore, GA = Gegentore, Pts = Punkte
| East Division       | W  | L  | T  | GF   | GA  | Pts |
| ------------------- | -- | -- | -- | ---- | --- | --- |
| Montréal Canadiens  | 52 | 10 | 16 | 329  | 184 | 120 |
| Boston Bruins       | 51 | 22 | 5  | 330  | 235 | 107 |
| New York Rangers    | 47 | 23 | 8  | 297  | 208 | 102 |
| Buffalo Sabres      | 37 | 27 | 14 | 25 7 | 219 | 88  |
| Detroit Red Wings   | 37 | 29 | 12 | 265  | 243 | 86  |
| Toronto Maple Leafs | 27 | 41 | 10 | 247  | 279 | 64  |
| Vancouver Canucks   | 22 | 47 | 9  | 233  | 339 | 53  |
| New York Islanders  | 12 | 60 | 6  | 170  | 347 | 30  |

| West Division           | W  | L  | T  | GF  | GA  | Pts |
| ----------------------- | -- | -- | -- | --- | --- | --- |
| Chicago Blackhawks      | 42 | 27 | 9  | 284 | 225 | 93  |
| Philadelphia Flyers     | 37 | 30 | 11 | 296 | 256 | 85  |
| Minnesota North Stars   | 37 | 30 | 11 | 254 | 230 | 85  |
| St. Louis Blues         | 32 | 34 | 12 | 233 | 251 | 76  |
| Pittsburgh Penguins     | 32 | 37 | 9  | 257 | 265 | 73  |
| Los Angeles Kings       | 31 | 36 | 11 | 232 | 245 | 73  |
| Atlanta Flames          | 25 | 38 | 15 | 191 | 239 | 65  |
| California Golden Seals | 16 | 46 | 16 | 213 | 323 | 48  |

### Beste Scorer
Abkürzungen: GP = Spiele, G = Tore, A = Assists, Pts = Punkte
| Spieler         | Team         | GP | G  | A  | Pts |
| --------------- | ------------ | -- | -- | -- | --- |
| Phil Esposito   | Boston       | 78 | 55 | 75 | 130 |
| Bobby Clarke    | Philadelphia | 78 | 37 | 67 | 104 |
| Bobby Orr       | Boston       | 63 | 29 | 72 | 101 |
| Rick MacLeish   | Philadelphia | 78 | 50 | 50 | 100 |
| Jacques Lemaire | Montreal     | 77 | 44 | 51 | 95  |
| Jean Ratelle    | NY Rangers   | 78 | 41 | 53 | 94  |
| Mickey Redmond  | Detroit      | 76 | 52 | 41 | 93  |
| John Bucyk      | Boston       | 78 | 40 | 53 | 93  |
| Frank Mahovlich | Montreal     | 78 | 38 | 55 | 93  |
| Jim Pappin      | Chicago      | 76 | 41 | 51 | 91  |

## Stanley-Cup-Playoffs
| Viertelfinale | Viertelfinale         | Viertelfinale       |    |                       | Halbfinale | Halbfinale | Halbfinale |  |  | Stanley-Cup-Finale | Stanley-Cup-Finale | Stanley-Cup-Finale |
|               |                       |                     |    |                       |            |            |            |  |  |                    |                    |                    |
| E1            | Canadiens de Montréal | 4                   |    |                       |            |            |            |  |  |                    |                    |                    |
| E4            | Buffalo Sabres        | 2                   |    |                       |            |            |            |  |  |                    |                    |                    |
| E4            | Buffalo Sabres        | 2                   | E1 | Canadiens de Montréal | 4          |            |            |  |  |                    |                    |                    |
|               |                       |                     | E1 | Canadiens de Montréal | 4          |            |            |  |  |                    |                    |                    |
|               | W2                    | Philadelphia Flyers | 1  |                       |            |            |            |  |  |                    |                    |                    |
| W2            | W2                    | Philadelphia Flyers | 1  | Philadelphia Flyers   | 4          |            |            |  |  |                    |                    |                    |
| W2            |                       |                     |    | Philadelphia Flyers   | 4          |            |            |  |  |                    |                    |                    |
| W3            | Minnesota North Stars | 2                   |    |                       |            |            |            |  |  |                    |                    |                    |
| W3            | Minnesota North Stars | 2                   | E1 | Canadiens de Montréal | 4          |            |            |  |  |                    |                    |                    |
|               |                       |                     |    | Canadiens de Montréal | 4          |            |            |  |  |                    |                    |                    |
|               | W1                    | Chicago Black Hawks | 2  |                       |            |            |            |  |  |                    |                    |                    |
| W1            | W1                    | Chicago Black Hawks | 2  | Chicago Black Hawks   | 4          |            |            |  |  |                    |                    |                    |
| W1            |                       |                     |    | Chicago Black Hawks   | 4          |            |            |  |  |                    |                    |                    |
| W4            | St. Louis Blues       | 1                   |    |                       |            |            |            |  |  |                    |                    |                    |
| W4            | St. Louis Blues       | 1                   | W1 | Chicago Black Hawks   | 4          |            |            |  |  |                    |                    |                    |
|               |                       |                     | W1 | Chicago Black Hawks   | 4          |            |            |  |  |                    |                    |                    |
|               | E3                    | New York Rangers    | 1  |                       |            |            |            |  |  |                    |                    |                    |
| E2            | E3                    | New York Rangers    | 1  | Boston Bruins         | 1          |            |            |  |  |                    |                    |                    |
| E2            |                       |                     |    | Boston Bruins         | 1          |            |            |  |  |                    |                    |                    |
| E3            | New York Rangers      | 4                   |    |                       |            |            |            |  |  |                    |                    |                    |

## NHL-Auszeichnungen
| Art Ross Trophy:                | Phil Esposito, Boston Bruins           |
| Hart Memorial Trophy:           | Bobby Clarke, Philadelphia Flyers      |
| Lady Byng Memorial Trophy:      | Gilbert Perreault, Buffalo Sabres      |
| Vezina Trophy:                  | Ken Dryden, Montréal Canadiens         |
| Calder Memorial Trophy:         | Steve Vickers, New York Rangers        |
| James Norris Memorial Trophy:   | Bobby Orr, Boston Bruins               |
| Bill Masterton Memorial Trophy: | Lowell MacDonald, Pittsburgh Penguins  |
| NHL Plus/Minus Award:           | Jacques Laperrière, Montréal Canadiens |
| Lester Patrick Trophy:          | Walter L. Bush, Jr.                    |
| Lester B. Pearson Award:        | Phil Esposito, Boston Bruins           |